# Нордлунд, Бард
Бард Но́рдлунд (англ. Bard Nordlund) — американский кёрлингист.
В составе мужской сборной США участник трёх чемпионатов мира (лучший результат — седьмое место в 1990). Трёхкратный чемпион США среди мужчин.
В основном играл на позиции четвёртого.

## Достижения
- Чемпионат США по кёрлингу среди мужчин: золото (1988, 1989, 1990).

## Команды
| Сезон   | Четвёртый     | Третий        | Второй          | Первый          | Запасной       | Турниры                         |
| ------- | ------------- | ------------- | --------------- | --------------- | -------------- | ------------------------------- |
| 1987—88 | Даг Джонс     | Бард Нордлунд | Мерфи Томлинсон | Майк Греннан    |                | ЧСШАМ 1988 · ЧМ 1988 (10 место) |
| 1988—89 | Джим Вукич    | Кёртис Фиш    | Бард Нордлунд   | Джим Плезантс   | Джейсон Ларуэй | ЧСШАМ 1989 · ЧМ 1989 (10 место) |
| 1989—90 | Бард Нордлунд | Даг Джонс     | Мерфи Томлинсон | Том Виолетт     |                | ЧСШАМ 1990 · ЧМ 1990 (7 место)  |
| 1999—00 | Том Виолетт   | Кёрт Фиш      | Бард Нордлунд   | Мерфи Томлинсон | Даг Джонс      | ЧСШАМ 2000 (??? место)          |
| 2004—05 | Бард Нордлунд | Том Виолетт   | Chris Pleasants | Bret Nordlund   |                | [ 7 ]                           |

(скипы выделены полужирным шрифтом)